# Közeli világűr
Közeli világűr (angolul near space) a Föld légkörének azon része, amely 20 km és 100 km magasság között található. Kicsivel az Armstrong-vonal felett kezdődően a Kármán-vonal magasságáig tart. Magában foglalja a sztratoszférát, mezoszférát és termoszféra alsó részét. Nagyon leegyszerűsítve, ám mégis életszerű példával a kereskedelmi repülőgépek repülési magassága feletti, illetve a műholdak repülési magassága alatti légréteget nevezzük közeli világűrnek.

## Fordítás
- Ez a szócikk részben vagy egészben  a   Near space című angol Wikipédia-szócikk fordításán alapul.  Az eredeti cikk szerkesztőit annak laptörténete sorolja fel. Ez a jelzés csupán a megfogalmazás eredetét és a szerzői jogokat jelzi, nem szolgál a cikkben szereplő információk forrásmegjelöléseként.